# Heinz Kronasser
Heinz Kronasser (* 24. Februar 1913 in Marburg an der Drau; † 24. März 1968 nahe Lipovica bei Leskovac) war ein österreichischer Indogermanist.

## Leben
Im Alter von sechs Jahren kam Kronasser von seinem Geburtsort Marburg an der Drau nach Graz, wo er die Volksschule und das akademische Gymnasium besuchte.
Nach der Matura ging er an die Universität Wien und studierte dort u. a. bei Paul Kretschmer, Erich Frauwallner, Alfred Kappelmacher, Ludwig Radermacher, Karl Prinz und Josef Mesk. Zusätzlich zu seinem auf der Schule erlernten Griechisch erwarb er sich Kenntnisse in Sanskrit, Hebräisch und Hochchinesisch. Sein Studium schloss er 1937 mit der Promotion zum Dr. phil. an der Universität Graz ab.
Ein Jahr später legte er die Prüfung für das Lehramt für Latein und Griechisch ab und wurde am II. Staatsgymnasium in Graz angestellt.
Nach dem Anschluss Österreichs an das Deutsche Reich wurde Kronasser zunächst nach Knittelfeld und dann nach Leoben versetzt. Vom Beginn des Zweiten Weltkriegs 1939 bis Kriegsende 1945 diente er bei einer Nachrichtentruppe. Nach kurzer sowjetischer Gefangenschaft und einem Aufenthalt bei Verwandten seiner Ehefrau nahm er 1945 wieder den Dienst als Gymnasiallehrer auf.
Im Sommersemester 1952 habilitierte Kronasser sich und wurde am 16. August 1952 als Privatdozent bestätigt. Ein Jahr später erhielt er einen Ruf auf die Lehrkanzel für Sprachwissenschaft an der Universität Wien, als Nachfolger von Wilhelm Havers und Paul Kretschmer. 1953 wurde er dort außerordentlicher, 1959 ordentlicher Professor.
1960 wurde er zum korrespondierenden, 1962 zum wirklichen Mitglied der Österreichischen Akademie der Wissenschaften gewählt. 1963 folgte Kronasser einem Ruf auf die indogermanistische Lehrkanzel an der Universität Würzburg und wurde korrespondierendes Mitglied der Österreichischen Akademie der Wissenschaften in Deutschland.
1967 starb Kronassers Frau nach langer Krankheit.
Gemeinsam mit seiner 23-jährigen Tochter Hilde verunglückte Heinz Kronasser am 24. März 1968 tödlich, als sein Auto auf der Heimfahrt von einem Griechenland-Urlaub in Jugoslawien nahe Lipovica bei Leskovac mit einem entgegenkommenden Bus frontal zusammenstieß. Kronasser und seine Tochter waren sofort tot.

## Veröffentlichungen (Auswahl)
- 1956 Vergleichende Laut- und Formenlehre des Hethitischen. Heidelberg: Winter.
- 1962 Eigenhändige biographische Daten mit Unterschrift. 1 Blatt. 1 Seite. Verfasst am 13. Oktober 1962. (Österreichische Nationalbibliothek)
- 1963 Die Umsiedelung der Schwarzen Gottheit. Das hethitische Ritual Kub XXIX 4 (des Ulippi). Wien/Köln/Weimar: Böhlau.
- 1966 Etymologie der hethitischen Sprache. Mehrbändiges Werk. Wiesbaden : Harrassowitz.
- Etymologie der hethitischen Sprache * 2 Bände (komplett) * 1: Zur Schreibung und Lautung des Hethitischen * 2: Wortbildung des Hethitischen* 2 Ausführliche Indices zu Band 1.
- 1968 Handbuch der Semasiologie. Kurze Einführung in die Geschichte, Problematik und Terminologie der Bedeutungslehre. Heidelberg: Winter.
- 1979: Einführung in die Sprachgeschichte. In: Wilhelm Gemoll: Griechisch-Deutsches Schul- und Handwörterbuch. 9. Auflage, durchgesehen und erweitert von Karl Vretska. München/Wien 1979.